# Galerie (Theater)
Die Galerie ist der oberste (in der Regel zweite bis vierte) Rang eines Theaters, also die höchste Empore, auf der sich Sitz- und Stehplätze befinden. 

## Beschreibung und Nutzung
Auf der Galerie waren im 18./19. Jahrhundert die billigsten Plätze, sodass sich Jugendliche, Soldaten, Dienstboten und Intellektuelle mischten. Es gab in den meisten Theatergebäuden eine gesonderte Treppe zur Galerie, damit das Galeriepublikum nicht auf das übrige Publikum treffen konnte.
Das Galeriepublikum galt als politisch sensibel. Gefürchtet waren die Reaktionen des Galeriepublikums, das sich nicht scheute, die Aufführungen lautstark zu kommentieren oder bei missliebigen Darstellern zu zischen. Die populären, etwas gröberen Werke des Spielplans nannte man Galeriestück. 
Auf der Galerie wurden gewöhnlich Lebensmittel verkauft. Friedrich Kaiser schreibt über das Theater an der Wien um die Mitte des 19. Jahrhunderts: „Die zweite und dritte Galerie waren von Minderbemittelten besetzt, welchen durch die billigen Eintrittspreise doch das Vergnügen, wöchentlich wenigstens einmal das Theater zu besuchen, ermöglicht war. Oben im Olymp sah man Leute, welche sich freilich wenig Zwang anthaten, und sich’s bei drückender Hitze in Hemdsärmeln bequem machten; in den Zwischenakten ertönten in den Höhen die Rufe: ‚Frisches Bier – geselchte Würstel!‘“

## Spöttische Bezeichnungen
Die Galerie wurde ironisch auch Olymp genannt – in Anspielung auf den Berg Olymp als Sitz der griechischen Götter –, weil die niederste soziale Schicht am höchsten platziert war. Der im Zweiten Weltkrieg gedrehte französische Film Kinder des Olymp (1943/45) ist dem Galeriepublikum gewidmet. Im französischen Original heißt der Film Les enfants du paradis. Spottweise wurde die oberste Galerie auch als Paradies bezeichnet. In der Wiener Mundart wird der höchste Sitzbereich im Theater als das Juchee bezeichnet.